# Gil Evans

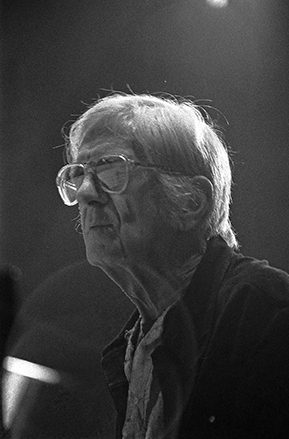
Gil Evans (1978)

Gil Evans (* 13. Mai 1912 als Ian Ernest Gilmore Green in Toronto, Ontario; † 20. März 1988 in Cuernavaca, Mexiko) war ein kanadischer Jazzmusiker (Arrangeur, Komponist, Bandleader und Pianist); in den 1940er bis 1970er Jahren war er ein bedeutender Neuerer der konzertanten Big-Band-Musik in den Stilrichtungen Cool Jazz, Modaler Jazz, Free Jazz und Jazzrock. Evans hat die Orchestrierung als neue Qualität in den Jazz eingeführt; beispielsweise hat er mit wechselnden Kombinationen unüblicher oder unüblich eingesetzter Holz- und Blechblasinstrumente wie Oboe, Waldhorn und Tuba das Klangfarbenspektrum dieser Musik erweitert. Bekannt wurde er in den 1940er Jahren für seine Arrangements im Claude-Thornhill-Orchester. Seine Arbeit mit Miles Davis, die mit den Birth-of-the-Cool-Sessions 1949 begann, erreichte ihren Höhepunkt mit orchestralen Produktionen wie Miles Ahead (1957) und Sketches of Spain (1960), die „den Miles Davis-Ton am vollkommensten in orchestralen Klang verwandelte[n] – in sound“. Erneute Aufmerksamkeit verschafften ihm seine Bandprojekte ab den 1970er Jahren, wie das Monday Night Orchestra mit seinen Sessions im New Yorker Club Sweet Basil und zahlreichen Europatourneen.

## Leben
Er war der Sohn von Margaret Julia McConnachy, die irisch-schottische Wurzeln hatte, und wurde geboren als Ian Ernest Gilmore Green. Sie war fünf Mal verheiratet; ihr vierter Mann, ein kanadischer Arzt, war Gils Vater, der starb, bevor Gil geboren war. Dieser übernahm den Familiennamen Evans von seinem Stiefvater John A. Evans, einem Bergmann. Während seiner Kindheit zog die Familie mehrmals um, zunächst nach Spokane im Bundesstaat Washington, dann nach Saskatchewan, Idaho, Montana, Oregon und schließlich nach Kalifornien, wo sie sich zuletzt in Stockton niederließ, wo Gil High School und College besuchte. Dort hörte er zum ersten Mal Jazzmusik im Radio.
Gil Evans war ein hoch talentierter Autodidakt; er nutzte die Möglichkeit, bei einem Schulfreund Klavier zu spielen und die Schallplattensammlung der Familie zu hören. Dabei entdeckte er sein Faible für den Jazz, insbesondere für die Musik Louis Armstrongs. Weitere Einflüsse kamen vom Casa Loma Orchestra, den Bands von Claude Hopkins und Don Redman sowie den frühen Schallplatten von Duke Ellington. Mit Schulfreunden gründete er 1929 eine erste Band, die aktuelle Tanzmusik und Nummern wie China Boy oder Limehouse Blues spielte. Gils erstes Arrangement basierte auf dem damals populären Hit Ida, Sweet as Apple Cider in der Version von Red Nichols and His Five Pennies.

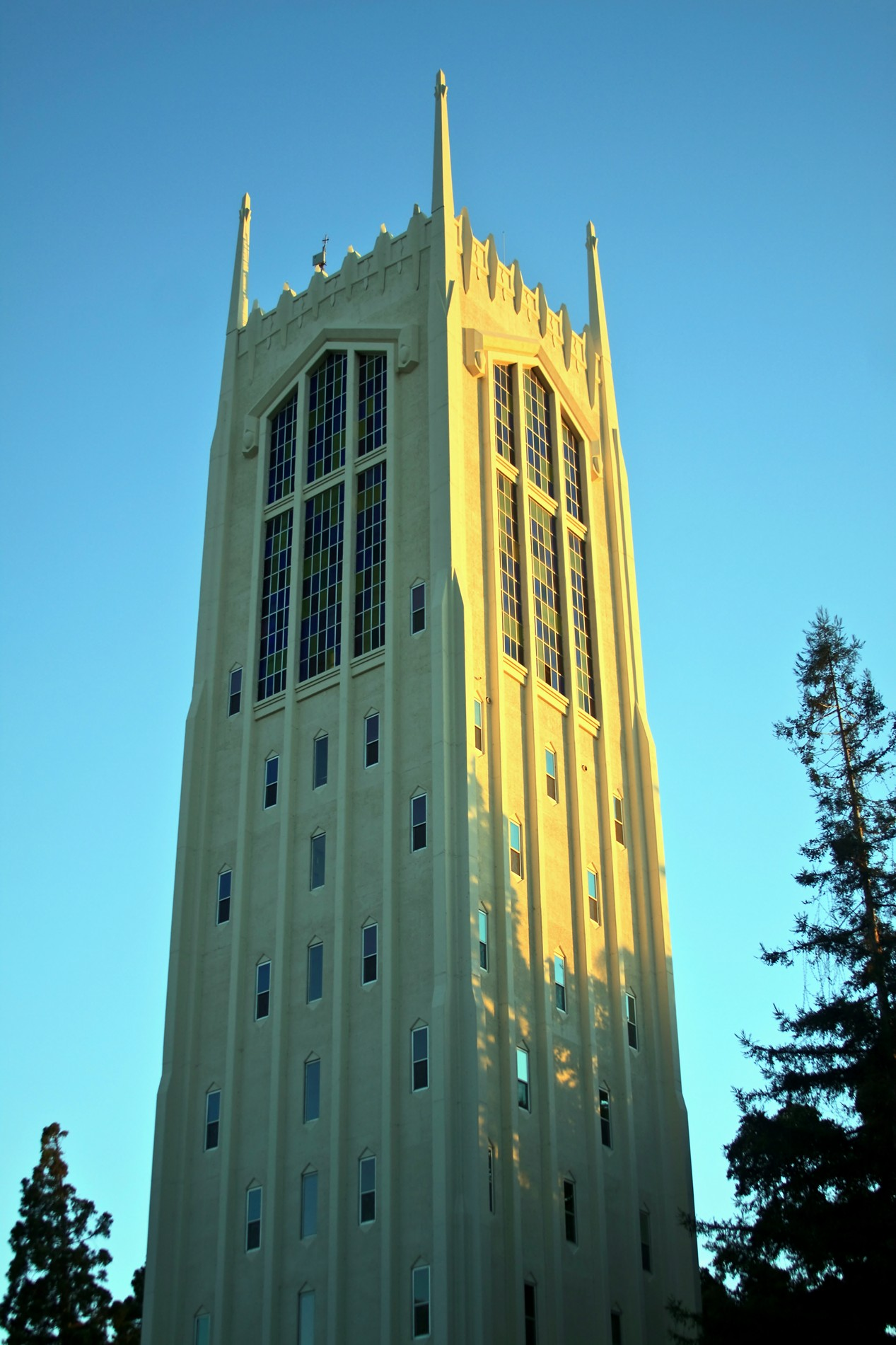
Stockton, University of the Pacific, Burns Tower

Nach seinem High-School-Abschluss ging Evans im September 1931 an das College of the Pacific, um im folgenden Jahr an das Modesto Junior College zu wechseln, das neue Möglichkeiten für die erste Bandgründung eröffnete; so entstand 1932 die Brigg-Evans-Band mit dem Bassisten Ned Briggs.
Nach ersten Erfahrungen mit eigenen Bands, der Mitgliedschaft im Thornhill-Orchester und den Jahren des Zweiten Weltkriegs, die Evans in Armeebands verbrachte, lebte und arbeitete er ab Frühjahr 1946 in New York, wo er 1950 Lillian Grace heiratete. In den frühen 1950er Jahren lebte Evans mit seiner Frau Lillian in der 345 West 45th Street in Midtown Manhattan, wo viele Musiker lebten. Anfang der 1960er Jahre begann Evans eine körperzentrierte Therapie bei dem Reichianischen Therapeuten Carl Tropp (die nach Tropps Tod unabgeschlossen endete). 1961 trennte sich das Paar; darauf bezog Evans ein Apartment in der Upper West Side in der 86th Street, nahe beim Central Park. Über den Bud-Powell-Freund Francis Paudras lernte er im Oktober 1962 die junge Afroamerikanerin Anita Powell kennen, die er im Frühjahr 1963 heiratete und mit der er die gemeinsamen Söhne Noah (* 1964) und Miles (* 1965) hatte.
Als einer der ersten Mieter zog Evans mit seiner Familie 1970 in die Westbeth Artists Community, eine für einkommensschwache Künstler zu Lofts umgebaute Fabrikanlage von Bell Laboratories am Hudson River im West Village. Während der letzten Reisen war Evans 1987 erkrankt; sein Arzt hatte erfolglos versucht, ihm die Paris-Reise auszureden. Nach seiner Rückkehr in die USA trat er erneut mit Band im Sweet Basil auf; Evans wirkte müde. Schließlich wurden für den Januar 1988 die weiteren Auftritte abgesagt. Als er sich endlich im Januar untersuchen ließ, wurde Prostatakrebs festgestellt und im New York University Hospital eine Routine-Operation durchgeführt. Nach dieser Behandlung fühlte sich Evans sehr schlecht; die Familie entschied, dass er zur Erholung New York verlassen sollte. Maxine und Dexter Gordon besaßen ein Ferienhaus im mexikanischen Cuernavaca mit einem Extra-Bungalow, wohin Evans mit seinem Sohn Noah Ende Februar flog. Er brachte auch einen Synthesizer und eine Reihe von Arrangements mit, an denen er hoffte arbeiten zu können; im Mai war eine weitere Europa-Tournee vorgesehen. Doch Gil Evans erkrankte an Bauchfellentzündung; er starb am 20. März in Anwesenheit seiner beiden Söhne Noah und Miles.

## Wirken

### Beginn der Karriere
Mit 21 Jahren hatte Gil Evans 1933 eine neunköpfige Band in Stockton, für die er nach dem Vorbild des Casa Loma Orchestra die Arrangements schrieb und die schließlich – für Tanzbands ungewöhnliche – Instrumente wie Oboe, Flöte und Englischhorn umfasste.
Der Trompeter Jimmy Maxwell erinnert sich:

„Gil hatte eine Vorliebe für ein zehnköpfiges Ensemble so zu schreiben, dass es klang, als wäre es eine zwölf- oder dreizehn-köpfige Band. So sollte die Posaune die vierte Saxophon-Stimme spielen oder einer der Saxophonisten kam in der Brass Section hinzu, so dass wir alle Arten von Klangfarben mit dem Gebrauch von Dämpfern erzeugen konnten. […]“

Im Winter 1933 entstanden erste Mitschnitte für eine lokale Radiostation; 1934/35 verschaffte eine zunehmende Popularität ihnen Auftrittsmöglichkeiten in der San Francisco Bay Area; im Sommer 1934 hatten sie ein Engagement in einem Resort am Lake Tahoe. In seine Arrangements bezog er nun auch Einflüsse impressionistischer Musik von Ravel und Debussy sowie des Spaniers Manuel de Falla ein.
1936/37 spielte er mit seiner Band Gil Evans and His Youngsters in Balboa Beach, wo sie im Rendevouz Ballroom auftrat und ihre Konzerte im Radio übertragen wurden; dennoch war die Band finanziell in einer prekären Situation. Evans nahm im Sommer 1937 eine Bandsängerin auf, Elizabeth Tilton, die jüngere Schwester von Martha Tilton; hinzu kam auch Vido Musso. Als ein Blizzard die Anreise des Duke Ellington Orchestra nach Seattle unmöglich machte, sprang das Evans-Orchester ein; ihr Auftritt im Trianon förderte ihre Popularität an der Westküste. Dennoch gab es Konflikte in der Band, da Evans mehr Probenzeit für seine Arrangements einforderte. Die Bandleitung überließ er schließlich mangels kaufmännischer Ambitionen im April 1938 dem Bandsänger Skinnay Ennis, während er weiter musikalischer Leiter blieb. Die Band trat dann in Bob Hopes The Pepsodent Show auf (es existieren keine Mitschnitte der Show). Im Herbst 1938 hatte er Gelegenheit für erste Schallplatten-Aufnahmen; für Victor Records nahm er die Johnny-Mercer-Songs Garden of the Moon und The Girlfriend of the Whirling Dervish auf. Zu dieser Zeit kam der Pianist Claude Thornhill als weiterer Arrangeur in die Band; als Thornhill im Herbst 1939 die Gruppe verließ, um eine eigene Formation zu gründen, folgte ihm Evans, arbeitete aber noch weiter für Ennis. Im Februar 1940 hatte die neue Thornhill-Band ihre ersten Auftritte.

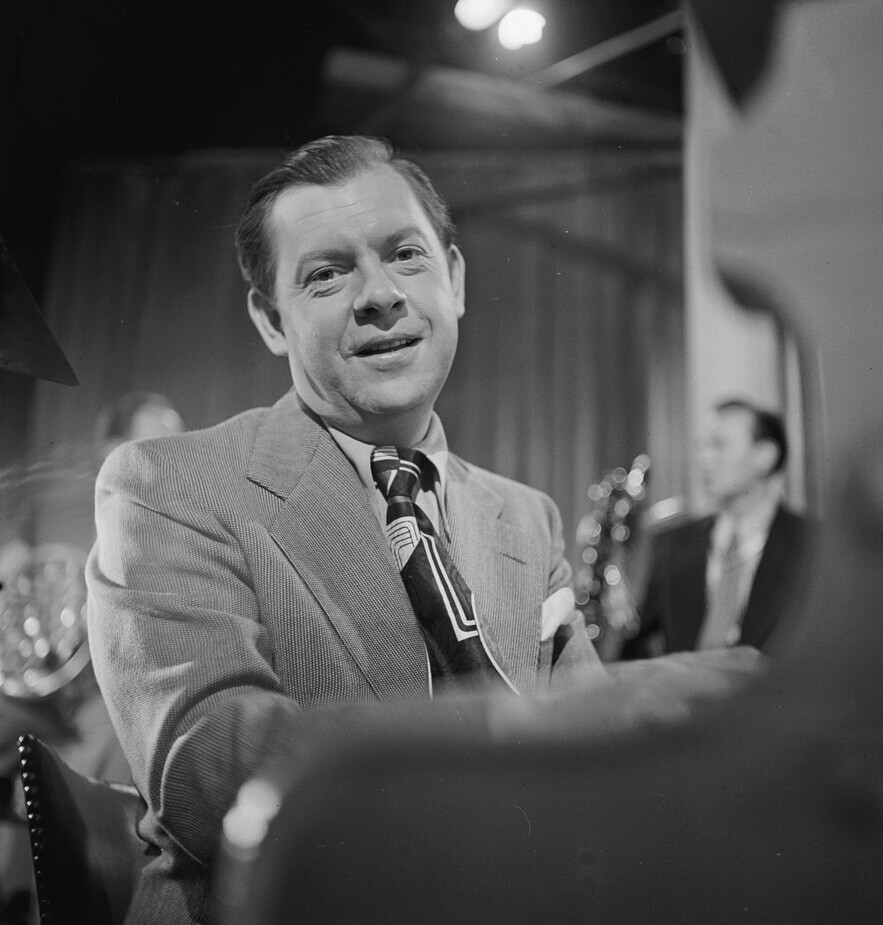
Claude Thornill, ca. 1947.
Foto von William P. Gottlieb.

### Arrangeur bei Claude Thornhill (1941–1948)
Nach anfangs loser Zusammenarbeit 1940 stellte Thornhill Gil Evans fest ein, als er ein erfolgreiches Engagement im Glen Island Casino an der Ostküste hatte; so arbeitete Evans in den Jahren 1941/42 und nach dem Zweiten Weltkrieg wieder von 1946 bis 1948 als Arrangeur aktueller Tanz- und Unterhaltungsstücke für das Orchester, zu denen Buster’s Last Stand, There’s a Small Hotel und I Don’t Know Why gehörten. Evans nutzte die von Thornhill um Waldhorn und Tuba erweiterte Instrumentierung zu neuen, volleren und wärmeren Klangfarben. Schon dort finden sich auch experimentelle Ansätze zu seinen späteren chromatisch gebrochenen Harmonien (z. B. Intro „La Paloma“ auf Adios) oder Anlehnungen an die klassische Musik wie Arab Dance (1942), das er Tschaikowskis Nussknacker entnahm.
Evans erzählte darüber: „Auf den ersten Blick war der Klang der Band fast wie die Zurückführung der Musik zur Inaktivität, zum Schweigen. Alles bewegte sich in Minimal-Geschwindigkeit, um Sound zu schaffen … Der Klang hing wie eine Wolke.“
Mit dem Eintritt der Vereinigten Staaten in den Zweiten Weltkrieg endete die Phase bei Thornhill, als die meisten seiner Musiker zum Militärdienst eingezogen wurden. Evans wurde Pianist der HQ-Band des Southern California Sector Headquarters und spielte wöchentlich in drei Radioshows, um dann im Frühjahr 1943 die Armeeband im Camp Santa Anita zu organisieren, zu der auch der junge Pianist Jimmy Rowles gehörte. Im Camp Lee arrangierte Evans einige Battles of bands zwischen afro-amerikanischen Musikern aus den ehemaligen Bands von Cab Calloway und Coleman Hawkins sowie den weißen Musikern vom Camp Santa Anita. Weitere Stationen waren Camps in Miami, Atlanta und Fort Gordon in Georgia, wo er Lester Young begegnete. Youngs entwürdigende Behandlung durch das Militär hinterließ einen tiefen Eindruck bei Evans, der für den Saxophonisten Whiskey, Marihuana und Barbiturate einschmuggelte. Ende Dezember 1945 wurde Evans aus der Armee entlassen und entschied sich, nach New York zu ziehen.

### Die Nachkriegszeit (1946–1948)
Ab 1946 arbeitete Gil Evans weiter mit Thornhill, der sein Orchester reorganisieren wollte. Dabei trafen Thornhill und Evans auf ein Krisenszenario (Wirtschaftsrezession): Innerhalb kurzer Zeit mussten viele namhafte und teure weiße Big Bands der Swing-Ära aufgeben, so die Orchester von Benny Goodman, Woody Herman, Harry James, Les Brown, Jack Teagarden und Tommy Dorsey. Die schwarzen Bands konnten sich besser halten, da sie ihre Musiker nur pro Auftritt bezahlten.
Evans pflegte in seinem schlichten Einzimmer-Souterrain-Apartment in der 14 West 55th Street, das er im Sommer 1946 bezogen hatte, einen Stil der offenen Tür. Es war Diskussions-Treffpunkt für Musiker aus der Thornhill-Band und Musikern der Bebop-Szene, darunter: George Russell, Johnny Carisi, Louis Mucci, Jake Koven, Lee Konitz, Miles Davis, Charlie Parker, Gerry Mulligan, Jay Jay Johnson, Bill Barber, Al Haig, Max Roach, Kenny Clarke, John Lewis u. a.m. Evans, gut ein Jahrzehnt älter als die meisten von ihnen, war in gewisser Weise musikalischer Mentor dieser Szene, seine damalige Wohnung eine Art „Kreativ-Küche“ für die sich dort treffenden Musiker. Mangels geeigneter Räumlichkeiten wurde gelegentlich im Freien geprobt.
Evans griff die Anregungen aus der 52nd Street in Arrangements für Thornhill mit Charlie Parkers Anthropology, Yardbird Suite oder Charles Thompsons Robbin’s Nest auf und verschmolz den feurigen Bebop mit dem zurückhaltenden Klangbild des Thornhill-Orchesters, was zwar kommerziell nicht erfolgreich war, jedoch bei Musiker-Kollegen Beachtung fand, besonders bei Miles Davis:

„Davis äußerte früh und häufig seine Bewunderung für die Arbeit von Evans – die Musik Thornhills war die Verbindung. 1947 und besonders im Jahr 1948 wuchs die Freundschaft und Arbeitsbeziehung dieses seltsamen Paars, der eine 36, der andere 22 Jahre, der eine weiß, der andere schwarz; beide waren daran interessiert, verschiedene Stile und Einflüsse zu verschmelzen, um die Breite ihrer Ausdrucksweise zu erweitern. Die musikalischen Verbindungen und die persönliche Freundschaft zwischen den beiden bestanden dann vierzig Jahre, bis zu Evans’ Tod im Jahr 1988.“

1948 gab Evans die Arrangeursarbeit für Thornhill auf, als ihm dessen Klangvorstellungen zu düster (‚somber‘) wurden; sein Nachfolger wurde George Russell.

### Birth of the Cool (1948–1950)

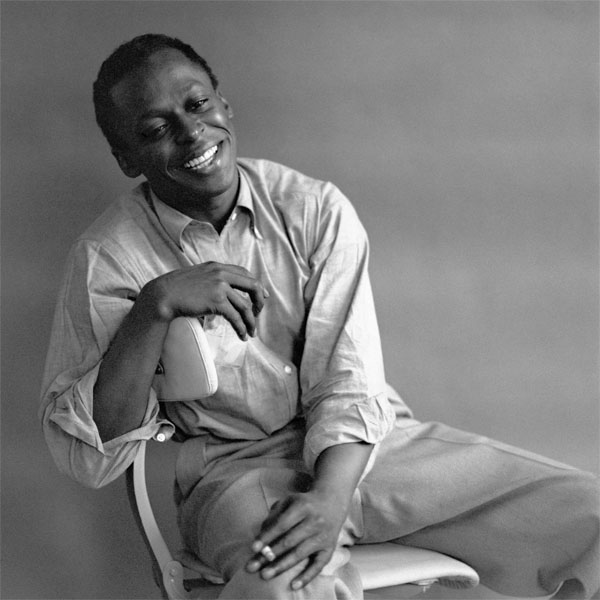
Miles Davis, Mitte der 1950er Jahre

Mit Lewis, Mulligan, John Carisi und George Russell tüftelte Evans ab Frühjahr 1948 dann an neuen Klangvorstellungen, wobei bald auch Miles Davis einbezogen wurde. Mit dem Ende der Thornhill-Band hatten dessen ehemalige Musiker wie Konitz, Mulligan, Joe Shulman, Sandy Siegelstein und Bill Barber Gelegenheit, in einer Probenband ihre musikalischen Ideen umzusetzen, in der sich bald Miles Davis als Leiter herausbildete, da er für die Auftrittsmöglichkeiten des Nonetts sorgte.
Im September 1948 gelang es Davis, mit dem Nonett für einige Auftritte im Jazzclub Royal Roost zu spielen, die teilweise auch im Radio übertragen wurden; Symphony Sid kündigte den Auftritt als „Impressions in Modern Music“ an. Capitols neuer musikalischer Direktor Pete Rugolo, der neu in New York war, war neugierig auf neue Entwicklungen im Modern Jazz und wollte diese auf seinem Label präsentieren; er besuchte fast jedes Konzert des Davis-Nonetts. Als die Band mangels weiterer Auftritte die Probentätigkeit einstellte, konnte er die Capitol-Leitung überzeugen, Davis für zwölf Plattenseiten unter Vertrag zu nehmen.
Die Hälfte der Arrangements kam von Mulligan, der Rest von John Lewis, John Carisi und Evans (seine unter dem Pseudonym Cleo Henry mit Davis verfasste Komposition „Boplicity“ sowie Johnny Mercers „Moon Dreams“). Außerhalb von Musikerkreisen fanden die Aufnahmen erst später als LP Birth of the Cool (1957) gebührende Beachtung. 

### Evans als freischaffender Musiker (1950–1956)

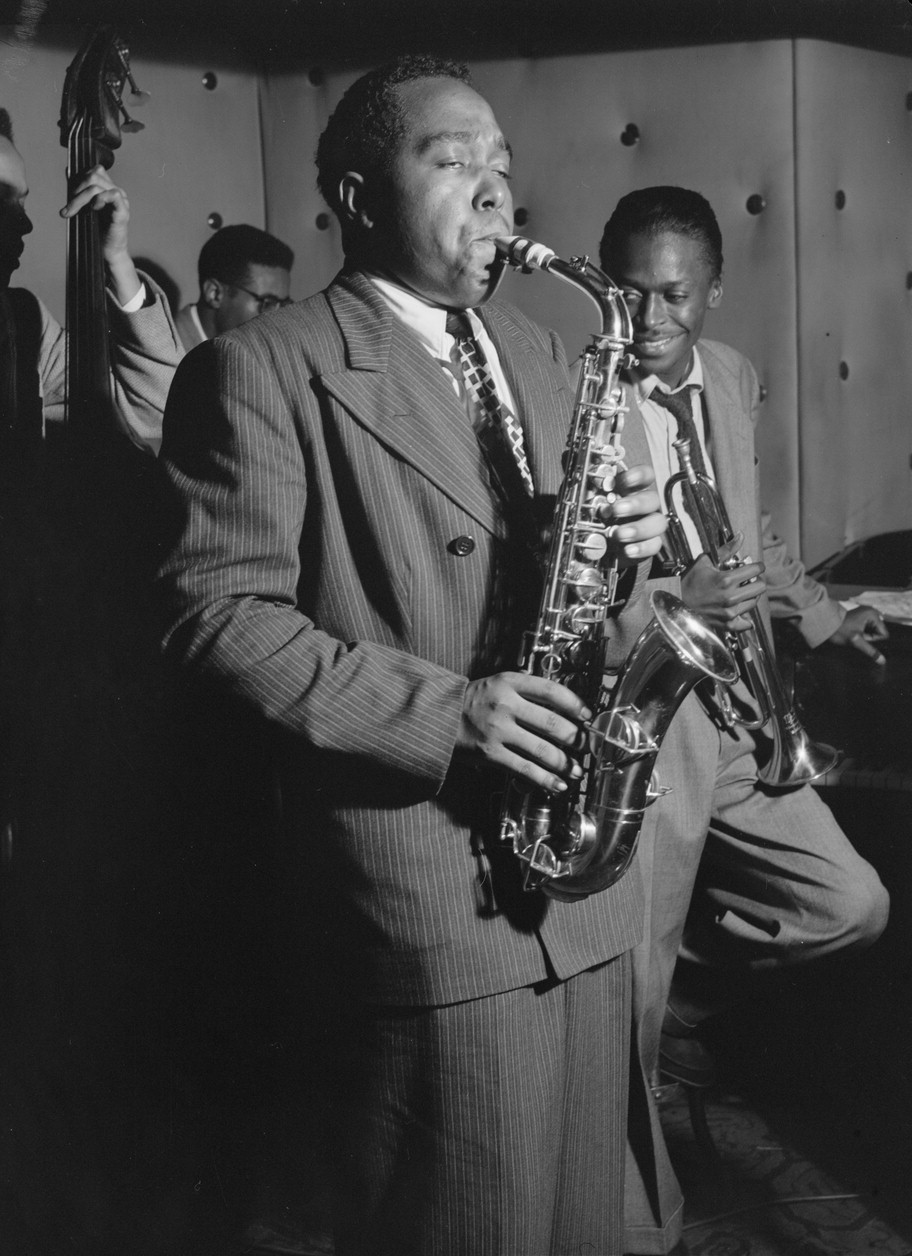
Charlie Parker mit Tommy Potter, Miles Davis, Max Roach um 1947, Foto Gottlieb.

Evans arbeitete nun als freier Arrangeur für Radio- und Fernseh-Shows, sowie für bekannte Gesangsstars wie Tony Bennett, Peggy Lee, Pearl Bailey u. a. er arrangierte auch für die kurzlebige Bigband des ehemaligen Thornhill-Sängers Gene Williams. 1950/51 war er Pianist in einem Striplokal; ab 1952 spielte er eine Zeit lang als Pianist mit Mulligan im Club Basin Street East und arrangierte für Billy Butterfield (Singin’ the Blues). 1953 wollte Charlie Parker eine Aufnahme in der Art von Paul Hindemiths Kleiner Kammermusik einspielen – mit mehreren Holzbläsern, einer Gesangsgruppe und Rhythmusgruppe. Sein Produzent Norman Granz wählte Evans aus, der unter Zeitdruck mehrere Titel arrangierte, die mit einem Studioensemble mit den Vokalisten Dave Lambert und Annie Ross sowie Charles Mingus und Max Roach eingespielt werden sollten. Die Session verlief jedoch desaströs und wurde von Norman Granz vorzeitig abgebrochen, da die Musiker mit Evans’ „subtilen“ Arrangements überfordert waren und keine Zeit für vorherige Proben angesetzt war; nur drei Titel wurden eingespielt („In the Still of the Night“, „Old Folks“ und „If I Love Again“). Evans gelang es in dieser Zeit nicht, sich als Studio-Arrangeur zu etablieren. Anfang 1956 holte ihn George Avakian, Produzent bei Columbia Records, um einige Stücke für das Debütalbum von Johnny Mathis zu arrangieren. Im selben Jahr arrangierte er für Teddy Charles den Standard You Go to My Head, schrieb und orchestrierte zwei Titel für Hal McKusicks RCA Jazz Workshop und nahm mit der Sängerin Helen Merrill das Album Dream of You auf, mit Jazzcombo, Bläsersektion und Streichern. Es war das erste Album, das Evans vollständig arrangiert hatte.

### Die Zusammenarbeit mit Miles Davis
Bereits 1955 hatte Evans für Miles Davis’ Quintett Monks „’Round Midnight“ arrangiert, war jedoch auf dem Plattencover nicht genannt worden. Ab 1957 kam es auch offiziell zu einer erneuten vertieften Zusammenarbeit, nachdem ihn George Avakian angesprochen hatte, für Columbia ein orchestrales Album aufzunehmen. In großer Besetzung wurde das Album Miles Ahead eingespielt; unter der Bandbezeichnung „Miles Davis + 19“ spielten Davis Flügelhorn als Solist, umgeben von fünf Trompeten, vier Posaunen, zwei Waldhörnern, Tuba, vier Flöten/Klarinetten, Kontrabass, Schlagzeug – und Evans als Komponist, Arrangeur und Dirigent. „Das erste Mal seit Duke Ellington sind wir mit einer Art des Big-Band-Arrangierens konfrontiert, die logisch ist und Gebrauch macht von den unzähligen Möglichkeiten einer solchen Gruppe“, begeisterte sich André Hodeir 1957 über die Musik auf Miles Ahead. „Das Album beschritt in verschiedener Hinsicht neue Wege, obgleich die musikalischen und klanglichen Neuerungen nun Gemeinplätze sind“. In loser stilistischer Anknüpfung an die 1957 erschienenen Platten Birth Of The Cool, Round About Midnight und Miles Ahead entstanden dann bei Kritik und Publikum erfolgreiche Alben, welche Evans’ und Davis’ Namen weithin etablierten: Porgy and Bess (1958) und Sketches of Spain (1960), inspiriert von alten Volksweisen bis zum „Concierto de Aranjuez“ von Rodrigo. Was zuvor schon zeitgenössische Komponisten wie Strawinski oder Gershwin versucht hatten, legten Evans’ Werke aus dieser Periode tatsächlich vor – eine von Komponisten wie Manuel de Falla, Rodrigo, Delibes, Debussy und Ravel inspirierte Fusion von Klassik und modernem Jazz, „eine Neuheit in dieser Zeit, Jahrzehnte bevor die Plattenindustrie sich mit Weltmusik einklinkte“.
Im Mai 1961 trat er mit seinem Orchester und Miles Davis in der Carnegie Hall auf, mitgeschnitten für das Columbia-Album Miles at Carnegie Hall. Ab Juli 1962 folgten die sich seitens Davis etwas hinziehenden Aufnahmen zu Quiet Nights (1963): Dies waren Evans’ und Davis’ Verarbeitungen spanischer Impressionen und der brasilianischen Bossa Nova, der ab 1963 die USA insbesondere nach den Hit-Erfolgen von Stan Getz eroberte. Das Album gilt als „Stiefkind“ der Evans-Davis-Produktionen und ist das letzte gemeinsame Album. – Schließlich, während Davis sich 1963 bereits auf ein neues Quintett konzentrierte, entstand im Oktober als gemeinsame Auftragsarbeit noch eine Bühnenmusik für Peter Barnes’ The Time of the Barracudas; das Stück erreichte allerdings nie den Broadway.
Anfang 1968 arbeitete er erneut mit Davis („Teo’s Bag“, mit George Benson); eine weitere Arbeit war Falling Water, „ein improvisiertes Werk mit elektrischer Instrumentierung und einem fließenden, Rock-inspiriertem Rhythmus.“ Im April 1968 traten Evans und Davis erstmals seit ihrem Carnegie-Hall-Konzert 1961 wieder gemeinsam auf; sie spielten auf dem Berkeley Jazz Festival drei neue Evans-Arrangements, einen indischen Raga, Aretha Franklins Hit You Make Me Feel Like a Natural Woman und Wayne Shorters Antigua. Mit Filles de Kilimanjaro (1968) endete vorläufig die Zusammenarbeit von Gil Evans und Miles Davis; seine Arrangements und Kompositionsanteile für dieses Davis-Album bleiben jedoch ungenannt. Zuletzt steuerte Evans 1982 Arrangements für zwei Titel (It Get’s Better und Stars on Cicely) des Davis-Albums Star People bei.

### The Gil Evans Orchestra

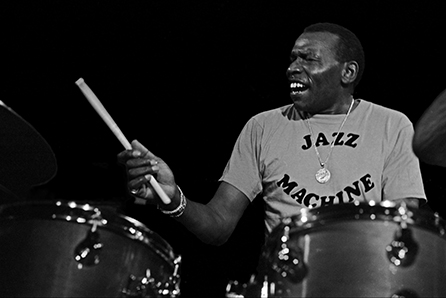
Elvin Jones (1979)

Ab 1957 produzierte Gil Evans, nach zwanzig Jahren erstmals wieder mit eigener Band für Prestige das Album Gil Evans and Ten, unter den Musikern auch Lee Konitz und der junge Steve Lacy. Es gilt als das ‚Präludium‘ einer Entwicklung, welche in den folgenden Jahren mit den Alben Out of the Cool und The Individualism of Gil Evans zur Vollendung gelangte. Zunächst erschienen jedoch noch zwei weitere Alben New Bottle, Old Wine – The Great Jazz Composers Interpreted by Gil Evans and His Orchestra (produziert von George Avakian für Pacific Jazz im April–Mai 1958, u. a. mit Cannonball Adderley), in dem er chronologisch die Jazzgeschichte von W. C. Handy, Jelly Roll Morton, Fats Waller bis Monk, Gillespie und Charlie Parker interpretiert. Im Februar 1959 folgte Great Jazz Standards, u. a. mit Elvin Jones, Budd Johnson und Johnny Coles, nachdem er mit der Band ein zweiwöchiges Engagement im Birdland hatte. Das Album enthielt auch das stark improvisatorisch angelegte Stück La Nevada, das in den nächsten Jahren eine zentrale Rolle in Evans’ Bandrepertoire spielen sollte.
Daneben arrangierte er Ende der 1950er Jahre ein Jazzalbum von Don Elliott, erneut für Billy Butterfield (Singin’ the Blues, 1956), für Benny Goodman und für die heute vergessenen Vokalistinnen Lucy Reed und Marcy Lutes. Im April 1959 entstand ein Fernseh-Feature (The Sound of Miles Davis), in dem das Evans-Orchester und die Miles-Davis-Band So What spielten.
Nach dem Verkaufserfolg von Sketches of Spain Anfang der 1960er Jahre bemühte sich die Geschäftsführung von Columbia intensiv um einen Exklusivkontrakt mit Evans, den dieser jedoch nicht einging. Im Herbst 1960 hatte er ein sechswöchiges Engagement mit seiner Band in der Jazz Gallery; danach nahm er im Dezember das programmatische Album Out of the Cool (mit „La Nevada“) für das von Creed Taylor neu gegründete Label Impulse! Records auf.

„Der musikalische Durchbruch offenbart sich, wenn man die erste Version von La Nevada (die zwei Jahre zuvor entstand) im Vergleich mit der neuen Version hört. In der früheren Aufnahme sind die Musiker in die riffförmigen Hintergrundlinien gedrängt, auch wenn Evans’ Phasierungen originell sind, hat es die Anmutung eines Standard-Hardbop-Spiels. Die spätere Aufnahme zeigt eine wesentliche Umgestaltung; da ist eine neue fließende Qualität, übertragen von der Rhythmusgruppe. Evans’ Piano beginnt mit einem stimmungsvollen, zwingenden Riff. Elvin Jones folgt am Shaker, den er mit einer unschlagbaren rhythmischen Konstanz in den nächsten 18 Minuten des Titels spielt. Ron Carter spielt eine Ostinato-Figur am Bass, ein starker Kontrast zu der mehr Bop-orientierten Haltung Tommy Potters in der vorherigen Version.“

Im Jahr 1961 trennte sich Evans von seiner Frau Lillian, die 2000 nach langer Krankheit verstarb. Er hatte die Rechte an seinen Kompositionen an den bislang gemeinsam mit seiner Frau geführten Musikverlag abgetreten; darin enthalten waren auch die Arbeiten für die Miles-Davis-Alben, welche die meisten Tantiemen einspielten. Nach der Scheidung überließ er den Verlag samt den dort veröffentlichten Titeln seiner Ex-Frau.
1961 zwang ihn der Vertrag mit Impulse! ein weiteres Album aufzunehmen, aber er stieg auf seine Weise aus dem Vertrag aus: Da er keine Material hatte, um eine neue LP aufzunehmen, bot er stattdessen als formeller Leiter von Into The Hot (Impulse!) unter seinem Namen Projekten der jüngeren Musiker Johnny Carisi und Cecil Taylor für je eine Plattenseite eine Plattform, versehen mit einem Cover mit Evans’ Foto ähnlich der von Out of the Cool. Gefragt nach dem Grund für dieses „Abfallprodukt“ meinte Evans, dies sei die einzige Möglichkeit gewesen, die Musik der von ihm bewunderten Künstler zu hören.
Erst 1963/64 nahm Evans wieder unter eigenem Namen auf, für Verve Records das zutreffend betitelte The Individualism of Gil Evans (mit dem Titel „Las Vegas Tango“, der für einen Grammy nominiert wurde). Das Album enthielt u. a. Kompositionen von Evans und Evans/Davis (wie das von Miles Davis damals nicht veröffentlichte The Time of the Barracudas) oder einen Brecht-Weill-Song.

### Weitere Projekte (1964–1969)

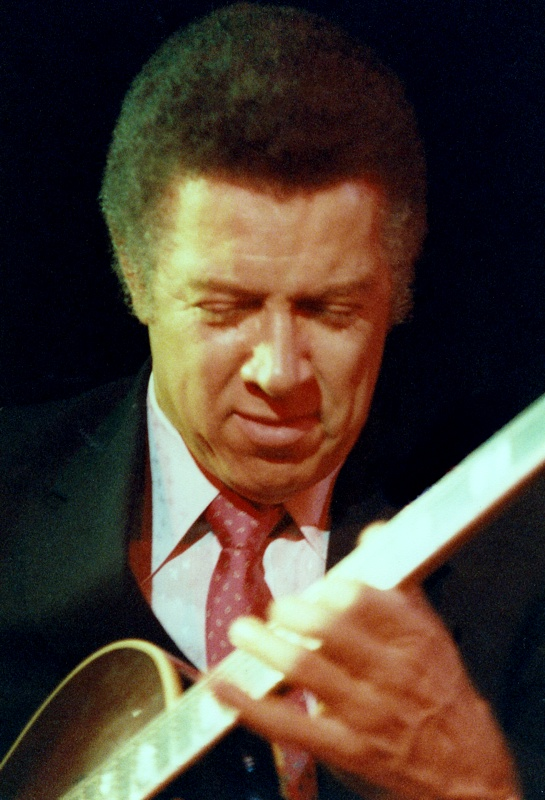
Kenny Burrell

Bei der Verleihung der Grammy Awards 1964 besprach Evans mit dem ebenfalls nominierten und einem gemeinsamen Projekt nicht abgeneigten Louis Armstrong eine Album-Idee mit Schwerpunkt aus dessen kreativen frühen Jahren; die Sache scheiterte jedoch an Armstrongs Manager. 1965 nahm Evans für Kenny Burrell, der bei Verve schon auf Evans’ The Individualism mitgewirkt hatte, dessen Album Guitar Forms auf.
1966 folgte ein möglicherweise wegen der beiden populären Namen von den Verve-Managern angeregtes, gleichwohl hörbar Evans-geprägtes Latin-Album seines Orchesters mit Astrud Gilberto (Look To The Rainbow).
Im Mai 1968 hatte Evans Gelegenheit, in einer Konzertreihe des Whitney Museum of American Art mit seiner Band aufzutreten. Diese Konzerte wurden zur typischen Vorlage seiner künftigen Arbeit als Bandleader. 1968 erhielt Evans ein Guggenheim-Stipendium, das er zu weiteren Kompositionen nutzte.
1969 entstand sein erstes Album seit Individualism  (1964), bei dem Evans erstmals elektrische Instrumentierung einsetzte, E-Piano und die E-Gitarre Joe Becks. Evans’ Versuche wurden jedoch nicht zum Emblem der visionären Jazzrock-Fusion wie In a Silent Way oder Bitches Brew. Ein von Evans gewünschtes Projekt mit Jimi Hendrix – der des Pop-Rummels müde war und den Evans einen hervorragenden Gitarristen und Songschreiber nannte – war 1970 über Davis’ Vermittlung mit dem Manager schon vorbesprochen, scheiterte jedoch an Hendrix’ plötzlichem Tod in London.

### Die 1970er Jahre

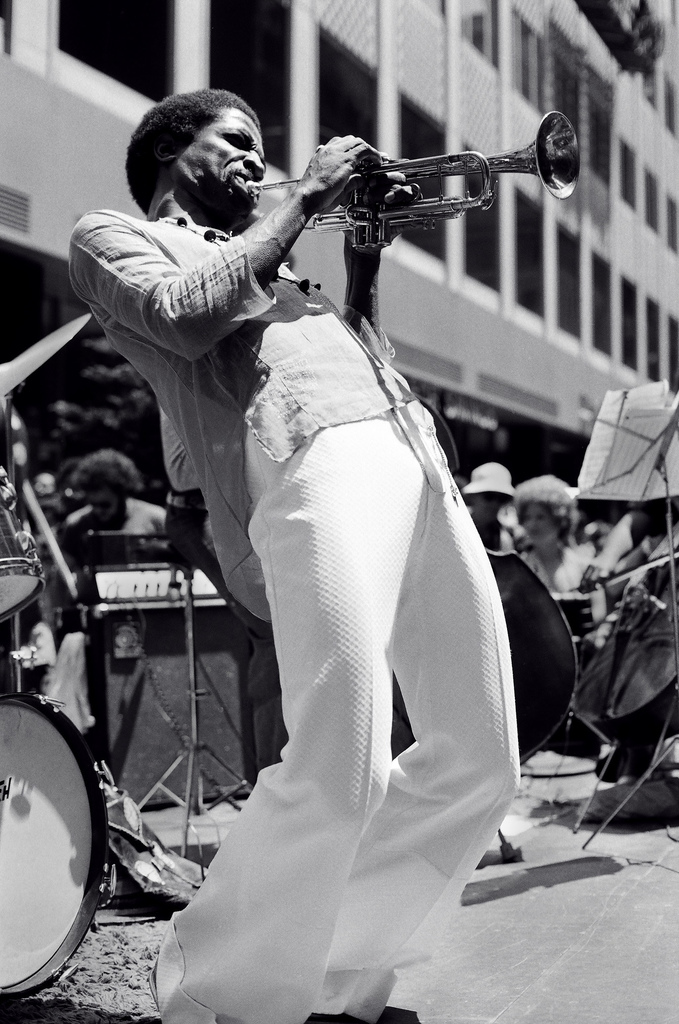
Hannibal Marvin Peterson

Ab 1971 kam es zu einer Aufwärtsentwicklung: Gil Evans konnte eine Working band zusammenstellen, zu der u. a. Howard Johnson, Sue Evans, Herb Bushler, Billy Harper und Hannibal Marvin Peterson gehörten. Im Sommer unternahm das Ensemble mit Unterstützung der Nederlands Jazz Foundation eine erste Europatournee. Im November kam Evans nach Deutschland, um seine Arrangements bei den Berliner Jazztagen mit der großformatigen Berlin Dream Band vorzustellen. Daran schloss sich mit einer kleineren eigenen Band, zu der Lew Soloff, Steve Lacy und Howard Johnson gehörten, eine einwöchige Tournee durch die Bundesrepublik an.
Bei dem Album Where Flamingos Fly setzte Evans erstmals Synthesizer ein, die von Don Preston und dessen Freund Phil Davis gespielt wurden; sie trugen dazu bei, „dem Sound des Ensembles mehr Tiefe“ zu geben. Neu war auch die Verwendung stimmlicher Klangfarben (Flora Purim). 1972 kam es (nach 1960) zum ersten Club-Engagement im Kennedy-Center von Washington, D.C., das seinen Rang als Founding Artist förderte. Nun konnte er hier die Band auf 16 Mitglieder vergrößern, darunter Joe Henderson und Trevor Koehler. Die Erweiterung nutzte er nicht dafür, um die Bläser weiter zu differenzieren, sondern um die Rhythmusgruppe um zwei Gitarristen zu verstärken.

Im Juni 1972 unternahm Evans seine erste Reise nach Japan. Er gab ein Konzert in der Koseinenkin Hall in Tokyo, bei dem zwei seiner Musiker mitwirkten; mit Masabumi Kikuchi und weiteren japanischen Musikern gingen sie anschließend ins Studio. 1972/73 kamen weitere Musiker zu seinem Orchester dazu, wie George Adams, Arthur Blythe oder David Sanborn, zu hören auf dem Livealbum Priestess. Ein wichtiger Unterstützer seiner Bandprojekte war bis 1975 der Künstler Kenneth Noland, der Evans Geld lieh, Instrumente und Equipment beschaffte und ihm einen Amateurtoningenieur für Probeaufnahmen vermittelte. Bei Konzerten in der New Yorker Trinity Church und der Philharmonic Hall entstanden Aufnahmen für das Album Svengali (ein Anagramm von Gil Evans), das für den Grammy nominiert wurde. Um das Album zu promoten (was das Atlantic-Label nicht tat), ging Evans mit seinem Orchester auf eine Kurztournee durch die Vereinigten Staaten, die mit einem Auftritt beim Newport Jazz Festival West in Los Angeles endete. Nach Auftritten 1973 im Village Vanguard und mit der NY Jazz Repertory Company arbeitete er 1974 an seinem Jimi-Hendrix-Projekt. Er erhielt bei RCA Records einen Vertrag für zwei Alben; es entstanden das Hendrix-Album (1974) und There Comes a Time (1975).

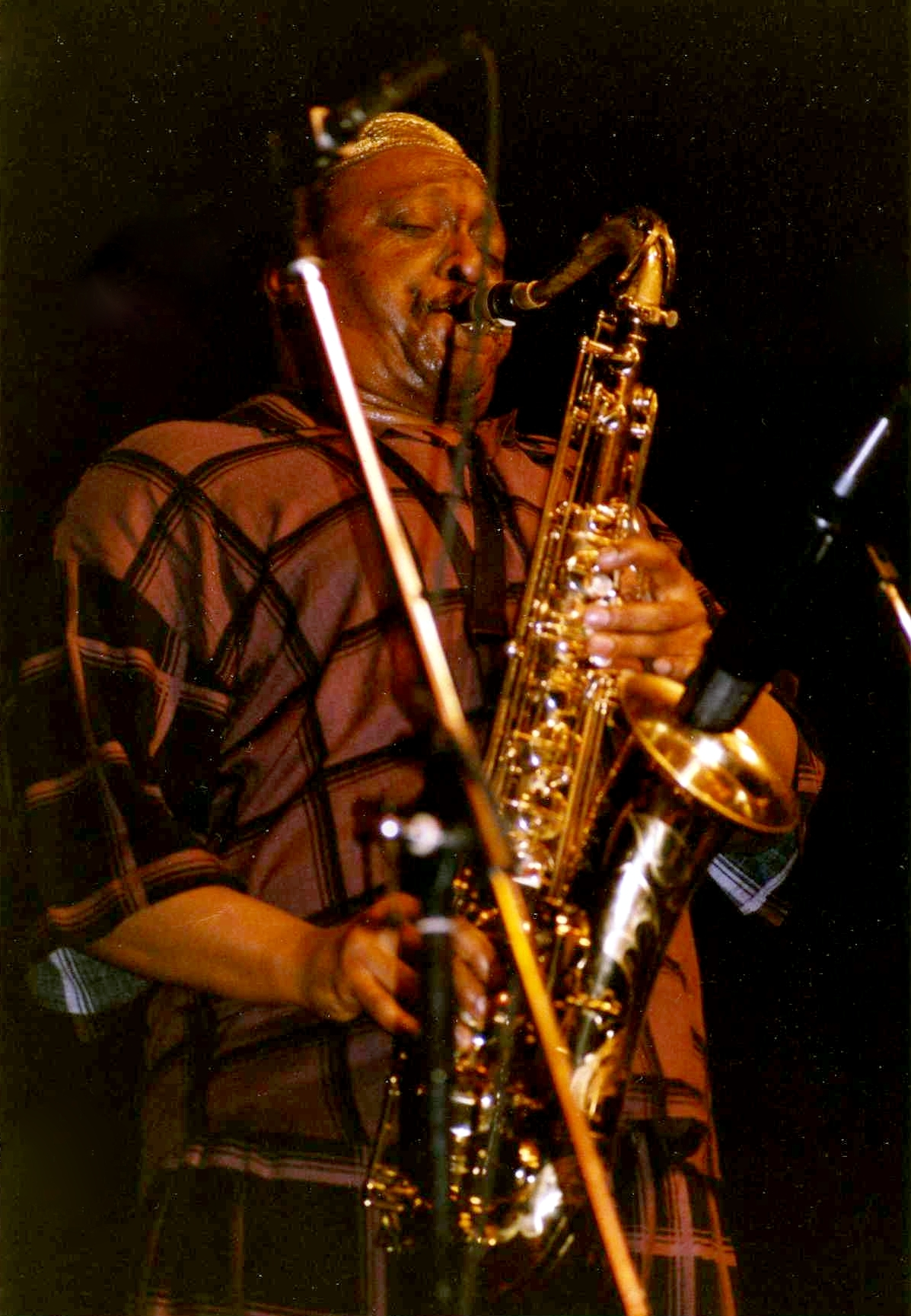
George Adams (1990)

Im Jahr 1978 stellte Gil Evans die Band für eine Großbritannien-Tour neu zusammen; das Konzert in der Royal Festival Hall wurde mitgeschnitten. Eine zweite Tour führte erneut nach Westdeutschland (Little Wing), war aber ein finanzielles Desaster. Evans’ Fusion-Musik passte nicht in die Vermarktungsschablonen der Musikindustrie.
Nachdem er 1979 keine weiteren Auftrittsmöglichkeiten organisieren konnte, arbeitete Evans Anfang 1980 im Duo mit dem Saxophonisten Lee Konitz (Heroes), nachdem er durch die Vermittlung von John Synder einen Probenraum vermittelt bekommen hatte. Nach einer Italien-Tour mit Konitz folgte ein Orchester-Auftritt im Public Theatre.
1982 stellte er seine Band für ein Gastspiel auf dem Kool Jazz Festival neu zusammen; es folgten Konzerte in Europa. Evans übernahm erstmals das Angebot, eine Meisterklasse in Arrangement an der City University of New York zu unterrichten, was er 1983 und 1987 erneut tat.

### Live at Sweet Basil
Anfang 1983 begannen seine regelmäßigen Konzerte montags im New Yorker Jazzclub Sweet Basil, arrangiert nach dem Vorbild der Thad Jones / Mel Lewis Big Band, das aus dem Vanguard Jazz Orchestra hervorgegangen war. Dies waren meist spontane Zusammenkünfte von Musikern seines Umfeldes, die es als Ehre betrachteten, im Gil Evans Orchestra zu spielen. Joachim-Ernst Berendt schrieb:

„Evans, der große Arrangeur des laissez faire, sammelte in den achtziger Jahren allmontäglich […] eine Big Band mit den besten Jazzmusikern um sich und gab ihnen jede nur erdenkliche Freiheit zur Improvisation. Die musikalischen Ergebnisse dieses Monday Night Orchestra – freier und ‚offener‘ als alles, was der damals über 70 Jahre alte Gil Evans in seiner reichen Karriere geschaffen hat – gehören zum Besten, was je im Bereich des Jazz Rock an orchestraler Musik geschaffen wurde.“

Von den zahlreichen Konzerten entstanden Mitschnitte von unterschiedlicher Qualität (Live at Sweet Basil, Bud and Bird, Farewell). 1987 feierte er seinen 75sten Geburtstag mit einem Konzert im Londoner Hammersmith Odeon; Ehrengäste waren Airto Moreira, Steve Lacy und Van Morrison. Es folgten Auftritte auf dem Umbria Jazz in Perugia im Juli 1987, u. a. mit Sting; eine Neubearbeitung des Albums Dream of You (1956) mit Helen Merrill (Collaboration), im Herbst eine Brasilien-Tour und ein Paris-Aufenthalt, wo er mit der Band von Laurent Cugny und dem Orchestre National de Jazz Aufnahmen einspielte. Ebenfalls in Paris nahm er am 30. November und am 1. Dezember sein letztes Album Paris Blues im Duo mit Steve Lacy auf.

## Auszeichnungen (Auswahl)
Als bester Komponist gewann Evans 1960 den Down Beat Readers Poll und den ersten Preis des Melody Maker als Komponist. Zusammen mit Miles Davis wurde er für Sketches of Spain in den Grammy Awards 1961 in der Kategorie Beste Jazz-Komposition ausgezeichnet. 1962 gewann er den International Jazz Critics Award; 1964 erneut den Downbeat Readers Poll. Im selben Jahr wurde sein Album Individualism für den Grammy nominiert. 1971 und 1978 wurde er als Founding Artist in Washington D.C. geehrt. 1981 überreichte ihm seine Heimatstadt Stockton den STAR Award des Stockton Arts Council. 1997 wurde er postum in die Canadian Music Hall of Fame aufgenommen.

## Würdigung

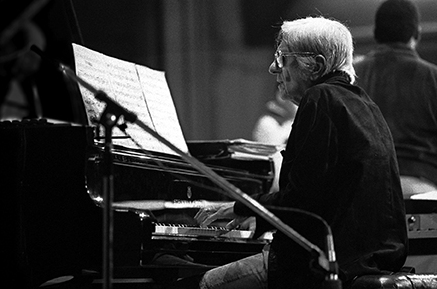
Gil Evans (1978)

„Seine Mutter sagte ihm, er sei von einem Stern gefallen“, beginnt Stephanie Stein Crease ihre Biografie über Gil Evans. „Tatsächlich ist um [ihn] etwas ätherisches. Er überschritt zahlreiche Grenzen – musikalisch und persönlich – die zahlreiche seiner Zeitgenossen einschränkten. Sein Gefühl für Freiheit und Herausforderung ließen ihn zu einem schonungslos innovativen Arrangeur und Komponisten werden.“ Stein Crease geht auf die Gründe ein, die ihn häufig im Schatten von Miles Davis stehen ließen; „die Jazzgeschichte fokussierte sich immer auf die Star-Musiker und Solisten. Gil arbeitete meist hinter dem Vorhang, unsichtbar für alle außer jenen, die vertraut mit dem Wesen dieser Arbeit sind.“ Einen weiteren Grund sieht Stein in Evans selbst; er war meist zurückhaltend und hatte kein Interesse an geschäftlichen Dingen und der eigenen Promotion.

Auch wenn sein Leben nicht so spektakulär verlief wie das von Charlie Parker oder Charles Mingus, wäre es dennoch „voll von Pathos. Da waren die Tiefs: seine künstlerischen Pläne wurden links und rechts zusammengestrichen, von den Plattenfirmen wurde er gelinkt, und ignoriert von Kritikern und Promotern, die lieber Porgy and Bess hören wollten als seine aktuellen Entwicklungen.“ Er lebte jahrelang von der Hand in den Mund; kommerzielle Angebote, die ihn nicht interessierten, schlug er aus. Seine resoluten Entscheidungen brachten ihm auch seine „unschätzbaren Höhen: ein harmonisches Familienleben, lang andauernde Freundschaften mit kreativen Menschen wie Davis und Lacy; ihn verehrende Musiker waren bereit, auch ohne Geld für ihn zu spielen, und die Möglichkeit, ein Werk von unvergleichlicher Kraft zu schaffen, dessen Frische noch gesteigert wurde, als er älter wurde.“
Nach Ansicht von Martin Kunzler hat Gil Evans „die Orchestrierung gewissermaßen als neue Qualität in den Jazz eingeführt“; dabei hat er die strenge Gliederung nach Bigband-Sections (Holzbläser, Trompeten, Posaunen) gesprengt; wechselnde Kombinationen im Jazz unüblicher Instrumente haben „das Klangfarbenspektrum dieser Musik erweitert.“ Evans habe sich nicht als Songwriter oder Melodienerfinder verstanden, sondern in erster Linie als Arrangeur und Entdecker neuer Orchesterfarben: „Charakteristisch für seine impressionistischen Arrangements sind Klangschichtungen und die Kombination extremer Tonlagen unter Hervorhebung der unteren Register.“ Typisch sei ferner ein „meist über weite Strecken gedehnter dynamischer Aufbau und die Vermischung tonikal und auch modal begründeter Noten in der Harmonik.“ Nur vergleichbar mit Duke Ellington oder Charles Mingus habe er für die „Improvisatoren eine bei aller Kompliziertheit wie selbstverständlich fließende Klangwelt“ geschaffen.

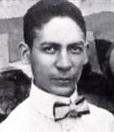
Jelly Roll Morton, 1917

Für Raymond Horricks betont Evans Individualität, die er vor allem in seiner janusköpfigen Haltung zu Jazztradition sieht: „‘He’s looking back at the same time as looking forward’. Immer wieder benutzt er etwa Jelly Roll Mortons King Porter Stomp, um ihn zu analysieren und dann auf eigene Weise neu zu erschaffen. […] Er hat Klänge durch die Kombination verschiedener Instrumente zusammengestellt, von denen seine Kollegen seit Jahrzehnten meinten, dies würde nicht funktionieren. […] Zu seinen direkten Einflüssen gefragt, entgegnete er: ‘Everything I’ve ever heard. The good and the bad. With the bad being especially important because it teaches you what to avoid. But it isn’t just music. As a boy it was the sounds in the street, police sirens, all of that.’“
Für Joachim-Ernst Berendt wurde das Gil Evans Orchestra „die großorchestrale Realisation von Miles Davis’ Trompetensound.“ Seiner Ansicht nach ist Evans kein „fleißiger“ Arrangeur wie etwa Quincy Jones; „er läßt die Musik lange in sich reifen, und er schreibt nichts Fertiges. Noch während der Aufnahme feilt und ändert er und baut oft ganze Kompositionen und Arrangements um. Oft entstehen seine Arrangements erst, wenn sie gespielt werden – fast wie beim frühen Ellington.“
Miles Davis würdigte seinen Freund folgendermaßen: „He never wasted a melody, he never wasted a phrase … Students will discover him, they’ll have to take his music apart layer by layer. That’s how they’ll know what kind of genius he was.“

### Evans, ein „musicians’ musician“
Persönliche Freiheit und Konzentration auf die Musik waren Evans zeitlebens wichtiger als Starglanz und großes Geld; so nahm seine öffentliche und finanzielle Karriere im Land des „big showbiz“ einen etwas durchwachsenen Verlauf. So waren im Jahr 1979 seine Haupteinkommenquellen der monatliche Scheck der Social Security über 330 $, ungefähr 2.000 $ jährlich an Tantiemen durch die BMI und Kredite der Musikergewerkschaft Local 802. Einhellig rühmten die Musiker seine integere, bescheidene und freundliche Art; ebenso seine Großzügigkeit gegenüber Anderen – solange es nicht um die musikalische Präzision ging. Auch wenn es in seiner Beziehung zu Miles Davis negative Aspekte wie die Tantiemenfrage gab, hielt Evans die Freundschaft aufrecht und weigerte sich auf Drängen seines Umfeldes, ihn um Geld anzugehen:

„Nun, Miles braucht das Geld. Damit fühlt er sich gut. Er braucht das Auto, und das große Haus und die Kleider und das ganze Geld, um sich gut zu fühlen. Solche Dinge brauche ich nicht. Ich brauche überhaupt nichts.“

Seine Instrumentierungen und die in Melodie und Rhythmik, bei den Harmonien noch bis in die inneren Stimmenführungen subtil ausgearbeiteten Arrangements (manchmal eher Rekompositionen der Vorlagen) und seine eigenen Kompositionen gaben den Spielern immer einen idealen Raum zur solistischen und improvisatorischen Entfaltung. Bei Bedarf konnte er jedoch auch schwierigste ‚Improvisationen‘ überzeugend notieren und wusste genau, wie ein Instrument bei einem bestimmten Spieler herüberkam – Evans war ein echter und hoch geschätzter „musicians’ musician“. Mit den Traditionen bestens vertraut, hatte er darüber hinaus stets ein ‚pfadfinderisch‘ offenes Ohr für ‚neue Töne‘.
Die Kritik sieht ihn im Rang wegweisender Innovatoren neben Ellington/Strayhorn oder Mingus. Später einmal gefragt, ob etwa seine meisterlichen Davis-Alben mehr zur Klassik oder zum Jazz zählten, entschied er nüchtern: „Das ist ein Verkäuferproblem, nicht meines.“

## Diskografische Hinweise
- 1949–1950: Birth of the Cool (Capitol, 1957)
- 1957: Miles Ahead (Columbia)
- 1957: Gil Evans and Ten (Prestige)
- 1958: Porgy and Bess (Miles Davis & Gil Evans, Columbia)
- 1958: New Bottle, Old Wine (Pacific Jazz)
- 1959: Great Jazz Standards (Pacific Jazz)
- 1960: Sketches of Spain (Miles Davis & Gil Evans, Columbia)
- 1961: Out of the Cool (Impulse!)
- 1964: The Individualism of Gil Evans (Verve)
- 1971: Where Flamingos Fly (A&M)
- 1973: Svengali (Atlantic)
- 1974: The Gil Evans Orchestra Plays the Music of Jimi Hendrix (RCA)
- 1975: There Comes a Time (RCA)
- 1977: Priestess (Antilles)
- 1980: Live at the Public Theatre (New York 1980)

## Sammlung
- Miles Davis & Gil Evans the Complete CBS Studio Recordings (1957–1968) – (Mosaic Records 1996) – 11 LPs mit Ernie Royal, Bernie Glow, Taft Jordan, Johnny Carisi, Frank Rehak, Jimmy Cleveland, Willie Ruff, Lee Konitz, Danny Bank, Paul Chambers, Wynton Kelly, Johnny Coles, Gunther Schuller, Cannonball Adderley, Philly Joe Jones, Julius Watkins, Jimmy Cobb, Jerome Richardson, Elvin Jones, Harold Shorty Baker, Jay Jay Johnson, Steve Lacy, Wayne Shorter, Bob Dorough, Buddy Collette, Herbie Hancock, Ron Carter, Tony Williams, Howard Johnson, Hubert Laws

## Kompositionen (Auswahl)
| - Again and Again and Again, 1956 - Alyrio, 1980 - Arab Dance, 1942 - Bilbao Song, 1959 - Bud and Bird, 1983 - Concorde, 1963 - El Toreador, 1963 - Flute Song, 1960 - Gone (= Orgone), 1958 - Hotel Me (= Jelly Roll), 1963 - Jambalangle, 1956 - La Nevada, 1959 | - Las Vegas Tango, 1963 - Makes Her Move, 1959 - Petit Machins (= Eleven), 1968, mit Miles Davis - Proclamation, 1964 - So Long, 1964 - Song #1, 1962 - Song #2, 1962 - Solea, 1959 - Spaced, 1969 - The Time of the Barracudas, 1963, mit Miles Davis - Zee Zee, 1971 |